# بطولة تونس لكرة السلة للرجال 1988–89
بطولة تونس لكرة السلة للرجال 1988–89 هو الموسم رقم 34 من بطولة تونس لكرة السلة للرجال.

فاز بهذا الموسم الملعب النابلي.

## روابط خارجية
- الموقع الرسمي للجامعة التونسية لكرة السلة.